# Экерсли, Питер
Питер Дэниел Экерсли (1979 — 2 сентября 2022) был австралийским ученым, работавшим в сфере вычислительной техники, исследователем компьютерной безопасности и активистом. С 2006 по 2018 год он работал в Electronic Frontier Foundation, в том числе в качестве главного исследователя и руководителя отдела политики в области искусственного интеллекта. В 2018 году он покинул EFF, чтобы стать директором по исследованиям в Партнерстве по ИИ, и занимал эту должность до 2020 года. В 2021 году он стал соучредителем Института задач ИИ.
Находясь в Electronic Frontier Foundation, Экерсли начал проекты, включая Let’s Encrypt, Privacy Badger, Certbot, HTTPS Everywhere, SSL Observatory и Panopticlick. Экерсли был евангелистом таких тем, как конфиденциальность в Интернете, сетевой нейтралитет и этика искусственного интеллекта.
В 2023 года имя Экерсли было внесено в Зал славы Интернета.

## Образование
Экерсли получил докторскую степень в области компьютерных наук и права в Мельбурнском университете в 2012 году.

## Карьера и общественная деятельность

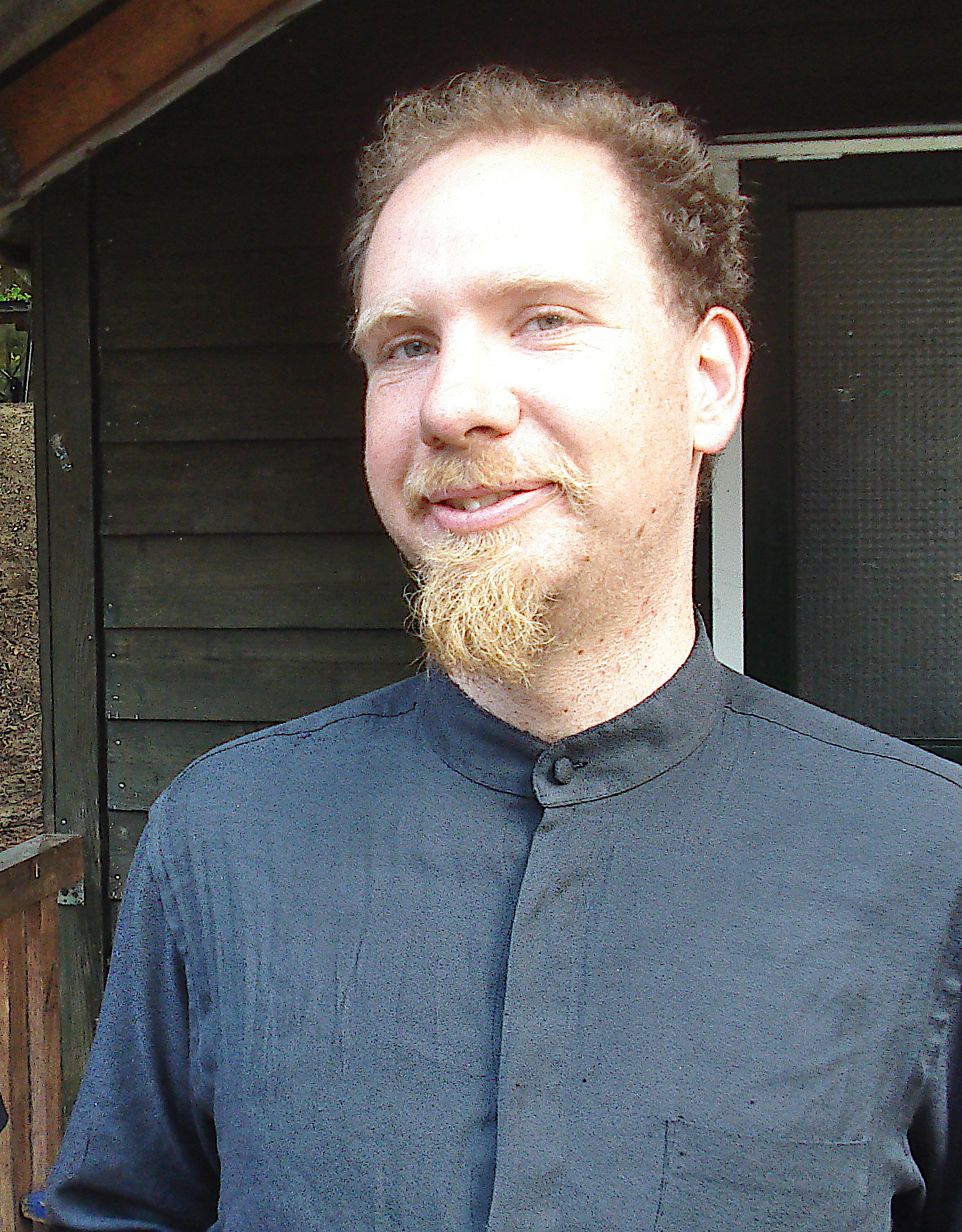
Питер Эксерли. Фото 2009 года.

С 2006 по 2018 год Экерсли работал в Electronic Frontier Foundation (EFF), в том числе на должностя директора технологических проектов, главного специалиста по информатике и главы отдела политики в области ИИ. Работая в EFF, Экерсли пропагандировал идею сетевого нейтралитета. В 2007 году Экерсли и другие сотрудники провели контролируемый эксперимент, чтобы доказать, что телекоммуникационная компания Comcast вмешивалась в одноранговые протоколы, такие как BitTorrent, с помощью поддельных reset-пакетов сброса. В 2010 году Экерсли снова сотрудничал с EFF в написании открытого письма против Закона о прекращении пиратства в Интернете (SOPA), которое подписали почти 100 ученых-компьютерщиков и защитников конфиденциальности в Интернете. Это привело его к сотрудничеству с Аароном Шварцем, еще одним защитником конфиденциальности в Интернете, имеющим тесные связи с Electronic Frontier Foundation.

### Исследования и публикации
Экерсли опубликовал множество технических статей по безопасности, искусственному интеллекту и связанным с ними вопросам. В двух его популярных статьях «Насколько уникален ваш браузер?» и «О конфиденциальности местоположения» показывается, насколько Интернет  уязвим для снятия цифровых отпечатков браузера и отслеживания местоположения пользователя как способов нарушения конфиденциальности и анонимности.

## Смерть
Незадолго до смерти у Экерсли был диагностирован рак толстой кишки. Он отправил сообщение друзьям: «Если возможно, пожалуйста, пластифицируйте или витрифицируйте мой мозг и оставьте его где-нибудь на полке с табличкой или прочной липкой запиской с надписью «отсканируйте меня»». Экерсли умер 2 сентября 2022 года в Сан-Франциско от осложнений после лечения рака. Вскоре после этого его мозг был сохранен крионической организацией.